# Suzan Lamens
Suzan Lamens (* 5. Juli 1999) ist eine niederländische Tennisspielerin.

## Karriere
Lamens begann mit sechs Jahren das Tennisspielen und bevorzugt Hartplätze. Sie spielt vor allem auf der ITF Women’s World Tennis Tour, wo sie bereits sechs Titel im Einzel und 16 im Doppel gewinnen konnte.

## Turniersiege

### Einzel
| Nr. | Datum            | Turnier  | Kategorie      | Belag             | Finalgegnerin    | Ergebnis      |
| --- | ---------------- | -------- | -------------- | ----------------- | ---------------- | ------------- |
| 1.  | 30. Juni 2019    | Alkmaar  | ITF W15        | Sand              | Marina Yudanov   | 7:5, 6:2      |
| 2.  | 21. Juli 2019    | Pärnu    | ITF W15        | Sand              | Elena Malygina   | 6:4, 6:0      |
| 3.  | 18. Juli 2021    | Telawi   | ITF W25        | Sand              | Joanne Züger     | 7:5, 6:2      |
| 4.  | 27. März 2022    | Medellín | ITF W25        | Sand              | Ylena In-Albon   | 6:4, 6:2      |
| 5.  | 26. August 2023  | Malmö    | ITF W25        | Sand              | Ayla Aksu        | 6:1, 6:4      |
| 6.  | 10. März 2024    | Trnava   | ITF W75        | Hartplatz (Halle) | Céline Naef      | 6:2, 6:2      |
| 7.  | 21. April 2024   | Oeiras   | WTA Challenger | Sand              | Clara Tauson     | 6:4, 5:7, 6:4 |
| 8.  | 20. Oktober 2024 | Osaka    | WTA 250        | Hartplatz         | Kimberly Birrell | 6:0, 6:4      |

### Doppel
| Nr. | Datum              | Turnier              | Kategorie   | Belag             | Partnerin             | Finalgegnerinnen                     | Ergebnis          |
| --- | ------------------ | -------------------- | ----------- | ----------------- | --------------------- | ------------------------------------ | ----------------- |
| 1.  | 11. September 2016 | Alphen aan den Rijn  | ITF $10.000 | Sand              | Nina Kruijer          | Chayenne Ewijk Rosalie van der Hoek  | 6:0, 3:6, [10:5]  |
| 2.  | 30. Oktober 2016   | Iraklio              | ITF $10.000 | Hartplatz         | Nina Kruijer          | Mira Antonitsch Phillis Vanenburg    | 6:4, 4:6, [12:10] |
| 3.  | 6. November 2016   | Iraklio              | ITF $10.000 | Hartplatz         | Nina Kruijer          | Steffi Distelmans Vlada Ekshibarova  | 6:2, 4:6, [10:8]  |
| 4.  | 15. Oktober 2017   | Scharm asch-Schaich  | ITF $15.000 | Hartplatz         | Nina Kruijer          | Barbara Bonić Nastja Kolar           | 3:6, 7:5, [10:8]  |
| 5.  | 25. August 2018    | Rotterdam            | ITF $15.000 | Sand              | Swjatlana Piraschenka | Dewi Dijkman Isabelle Haverlag       | 6:3, 4:6, [10:5]  |
| 6.  | 1. September 2018  | Haren                | ITF $15.000 | Sand              | Arianne Hartono       | Dominique Karregat Yukina Saigō      | 6:1, 6:71, [10:4] |
| 7.  | 1. Juni 2019       | Montemor-o-Novo      | ITF W15     | Hartplatz         | Anastassija Pribylowa | Maria Inês Fonte Francisca Jorge     | 6:2, 2:6, [10:7]  |
| 8.  | 31. August 2019    | Prag                 | ITF W25     | Sand              | Marina Melnikowa      | Katarzyna Piter Anastasija Shoshyna  | 6:2, 5:7, [10:8]  |
| 9.  | 9. November 2019   | Pärnu                | ITF W15     | Hartplatz (Halle) | Anastassija Pribylowa | Iveta Daujotaite Patrīcija Špaka     | 6:1, 6:2          |
| 10. | 2. Februar 2020    | Manacor              | ITF W15     | Hartplatz         | Nina Stadler          | Marija Marfutina Camilla Rosatello   | 4:6, 6:1, [10:6]  |
| 11. | 29. August 2020    | Alkmaar              | ITF W15     | Sand              | Marine Partaud        | Eva Vedder Stéphanie Visscher        | 7:5, 7:63         |
| 12. | 6. November 2020   | St. Ulrich in Gröden | ITF W15     | Hartplatz (Halle) | Kimberley Zimmermann  | Federica Di Sarra Anastasia Kulikova | 3:6, 6:4, [11:9]  |
| 13. | 24. April 2021     | Oeiras               | ITF W25     | Sand              | Marina Melnikowa      | Natela Dsalamidse Sofja Lansere      | 6:3, 6:1          |
| 14. | 10. Juli 2021      | Amstelveen           | ITF W60     | Sand              | Quirine Lemoine       | Amina Anschba Anastasia Dețiuc       | 6:4, 6:3          |
| 15. | 5. November 2022   | Haabneeme            | ITF W25     | Hartplatz (Halle) | Malene Helgø          | Dalila Jakupović Arantxa Rus         | 6:2, 6:1          |
| 16. | 25. August 2023    | Malmö                | ITF W25     | Sand              | Lexie Stevens         | Jacqueline Cabaj Awad Lisa Zaar      | 6:4, 6:1          |